# Master of the Revels

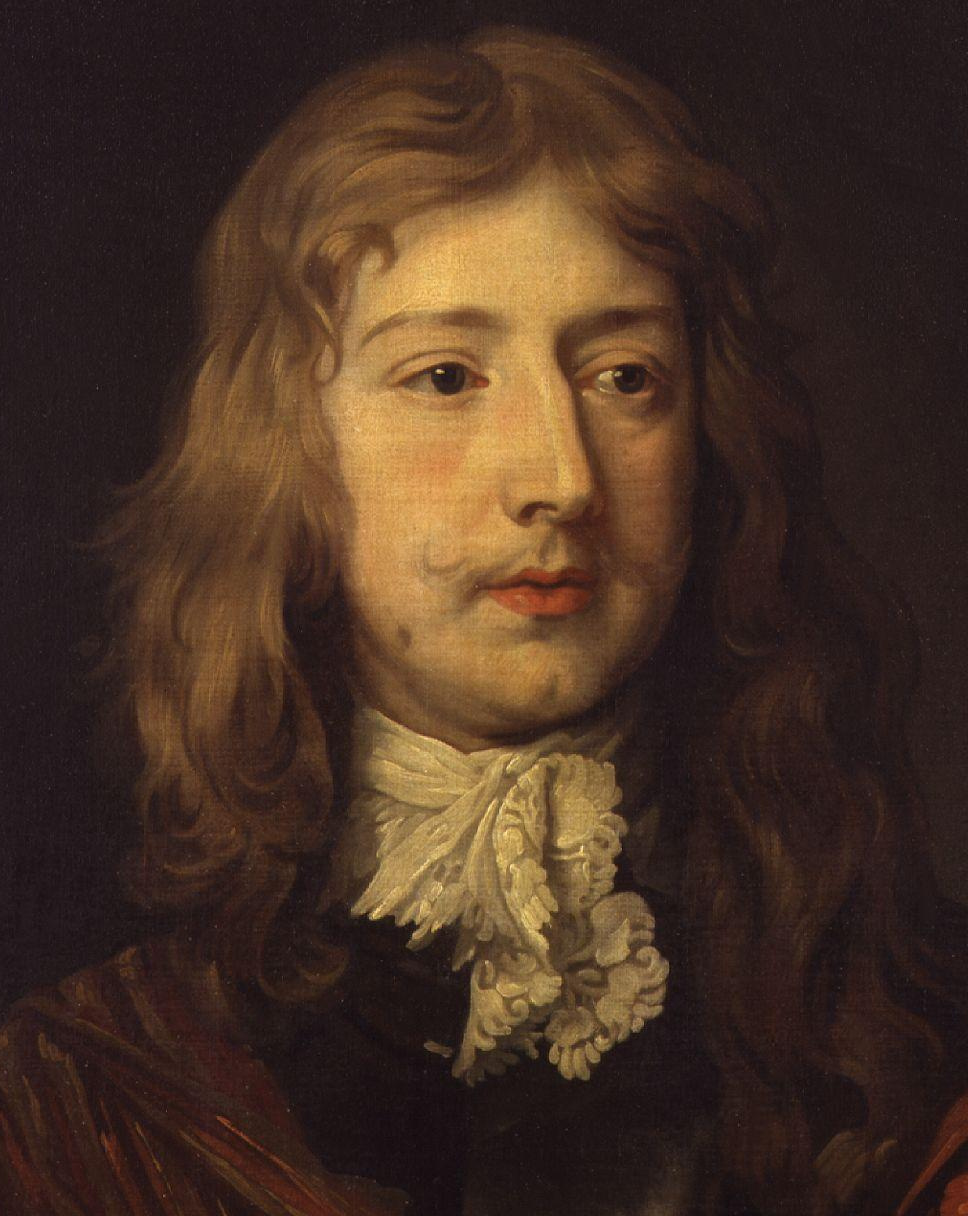
Thomas Killigrew, Master of the Revels, de 1673 a 1677.

El Master of the Revels (Maestro de ceremonias o entretenimientos) fue un cargo dentro de la corte británica que originalmente tuvo responsabilidades menores de supervisar las festividades reales. Con el tiempo, sin embargo, el cargo obtuvo más poder y se hizo responsable de la censura teatral.
La historia de este cargo tiene un gran interés en la historia de la escena inglesa. Entre los gastos del vestuario real se encuentran provisiones para tunicae y viseres (camisas y sombreros) en 1347 para las ludi (obras) de Navidad, de Eduardo III; durante el reinado de Enrique VII, había pagos para diversas formas de entretenimiento cortesano; y parece que se hizo regular señalar a un funcionario en especial, llamado Master of the Revels, para supervisar las festividades reales.
Para el estudio del teatro isabelino, las cuentas de los oficiales de entretenimientos proporcionan una de las dos fuentes esenciales de información fiable y espoecífica sobre la época Tudor y Estuardo. Las cuentas de los Revels proporcionan a los estudiosos hechos, fechas y otros datos.

## Lista de los Maestros de ceremonias
- Walter Hallyday (1461-83)
- Thomas Cawarden (1544-1559)
- Thomas Benger (1560-1572)
- Edmund Tilney (1579-1610)
- George Buc (1610-1622)
- John Astley (1622-1640)
- Henry Herbert (1640-1673, de facto desde 1623)
- Thomas Killigrew (1673-1677)
- Charles Killigrew (1677-1725)
- Charles Henry Lee (1725-1744)
- Solomon Dayrolles (1744-1786)